# エミル・ファッシオーリ
エミル・ファッシオーリ（Emir Faccioli、1989年8月5日 - ）は、アルゼンチン・チャコ州出身のサッカー選手。プリメーラB・ナシオナル、CAチャコ・フォー・エバー所属。ポジションはDF。